# فيكي هيرست
فيكي هيرست (بالإنجليزية: Vicky Hurst)‏ هي لاعبة غولف أمريكية، ولدت في 19 يونيو 1990 في Joint Base Andrews ‏ في الولايات المتحدة.

## وصلات خارجية
- فيكي هيرست على موقع رابطة لاعبات الغولف المحترفات (الإنجليزية)